# 偶然と想像
『偶然と想像』（ぐうぜんとそうぞう、英題：Wheel of Fortune and Fantasy）は濱口竜介監督が2021年に公開したオムニバス映画で、3つの短編からなる。第71回ベルリン国際映画祭に出品され、銀熊賞 (審査員グランプリ)を受賞した。

## 概要
前作『寝ても覚めても』のあと、監督の濱口はいくつかの作品製作を進めていたが、コロナ禍によるスケジュールの混乱で、本作『偶然と想像』、そして長編『ドライブ・マイ・カー』が並行して撮影されることになった。
『偶然と想像』は2021年3月にベルリン国際映画祭で初公開され、以後、世界各国の主要メディアできわめて高い評価を受けた。とりわけフランス映画の巨匠エリック・ロメールを思わせる抑制的な演技と台詞まわしや、人物造形の確かさが注目され、撮影監督の飯岡幸子による映像も繰り返し論評の対象となった。
濱口は実際にロメールの『木と市長と文化会館/または七つの偶然』や、『パリのランデブー』からの影響を受けて、構成やアイデアの参考にしたことを明かしている。
2021年10月30日に第22回東京フィルメックスのオープニング作品として日本で初上映され、観客賞を受賞した。同年12月17日の劇場公開から、4か月のロングランで観客数は7万人に達し、翌2022年4月6日からのフランス公開では、3週間で『寝ても覚めても』の10万人（総数）を上回る入場者を記録した。

## キャスト
魔法（よりもっと不確か）
- 古川琴音 - 芽衣子
- 中島歩 - 和明
- 玄理 - つぐみ

扉は開けたままで
- 渋川清彦 - 瀬川
- 森郁月 - 奈緒
- 甲斐翔真 - 佐々木

もう一度
- 占部房子 - 夏子
- 河井青葉 - あや

## あらすじ

### 魔法（よりもっと不確か）
ファッションモデルの芽衣子（古川琴音）は、撮影スタッフの一人つぐみ（玄理）と親友だった。都心での撮影が終わって一緒にタクシーに乗ると、つぐみは最近出会った運命の相手との夜を話し始める。
その相手は、若くしてビジネスで成功したハンサムな企業家だという。ふとしたことで出会い、話し始めると趣味や価値観がことごとく一致していることに、二人は驚喜した。どれだけ長く話しても、飽きるということがなかった。会ったその日の夜に、これがずっと探していた運命の相手だとお互いに確信した。その確信はあまりに揺るぎなかったので、肉体的な接触も要らなかった。目を見ているだけで満ち足りた時間を過ごすことができた。
芽衣子はこの話に喜んで耳を傾け、つぐみをうらやんでみせ、幸運を祝福する。しかし幸福に顔を輝かせているつぐみを家の前で降ろすと、芽衣子は運転手に、いま来た道を後戻りするよう伝える。
あるビルの前で降りる芽衣子。オフィスに入ると、久保田（中島歩）が一人残って働いている。芽衣子は久保田を親しげにカズと呼び、なぜかいま聞いたばかりのつぐみの体験を語り始める。

### 扉は開けたままで
大学生の佐々木（甲斐翔真）は、フランス文学教授の瀬川（渋川清彦）を深く憎んでいた。瀬川の授業で単位が足りず、佐々木は必死になって瀬川の前で土下座までしてみせたのだが、謹厳な瀬川は頑として聞き入れず、留年した佐々木は決まっていた大手企業への就職を棒に振ってしまったのだった。
5ヶ月後。佐々木は、同じ大学に通っている奈緒（森郁月）という人妻との情事を楽しんでいた。奈緒と抱き合っているとき、あの瀬川が書いた小説で高名な文学賞を受賞したというTVニュースを目にする。社会的地位と名声につつまれて微笑む瀬川の映像に、佐々木が向ける憎悪の視線。佐々木は瀬川を引きずり下ろそうと、奈緒に色仕掛けで瀬川に迫って弱みを握るようけしかける。
瀬川の研究室を訪ねた奈緒は、自分は先生の大ファンなのだと告げ、今回の文学賞の受賞作を朗読させてほしいと申し出る。あくまで冷ややかに応じる瀬川。その小説には過激なセックスシーンが含まれていた。瀬川の反応がしだいに変わり始める。

### もう一度
2019年、未知の強力なコンピュータ・ウィルスが大発生した。このウィルスはあらゆる端末から機密情報を拡散させ、世界は大混乱に陥る。インターネットは遮断され、世界は郵便と電話をつかった古いシステムへ逆戻りしていた。
世界的な大事件からしばらく後、女子高の同窓会に参加するため故郷の仙台市に帰省する夏子（占部房子）。20年ぶりに会った顔ぶれとは全く話がかみあわない。落胆を覚えつつ東京へ戻ろうとした夏子は、仙台駅のエスカレーターでクラスメートの女性（河井青葉）とすれちがう。驚いて駆け寄る夏子を自宅に招く女性。
同窓会の招待状を受け取らなかったのは、社会の大混乱が原因かもしれないと近況や高校時代の思い出を語り合う夏子と女性。しかしまったく話は噛み合わず、その齟齬は耐えがたいほど大きくなってくる。この齟齬は「社会の大混乱」だけが原因だろうか？

## 評価
- イギリス『SIGHT & SOUND』誌：「2021年のベスト映画50本」 ─ 第10位[11]
- アメリカ『FILM COMMENT』誌：「2021年のベスト映画20本」 ─ 第7位[12]
- アメリカ『ROLLING STONES』誌：「2021年のベスト映画25本」 ─ 第4位[13]
- 映画批評サイト『IndieWire』：「2021年のベスト映画50本」 ─  第17位[14]

| 年   | 賞                                   | 部門                                             | 対象       | 結果       | 出典          |
| ---- | ------------------------------------ | ------------------------------------------------ | ---------- | ---------- | ------------- |
| 2021 | 第71回ベルリン国際映画祭             | 銀熊賞                                           | 濱口竜介   | 受賞       | [ 15 ]        |
| 2021 | 第71回ベルリン国際映画祭             | 金熊賞                                           | 濱口竜介   | ノミネート | [ 15 ]        |
| 2021 | 第71回ベルリン国際映画祭             | テディ賞                                         | 偶然と想像 | ノミネート | [ 15 ]        |
| 2021 | 第15回アジア・フィルム・アワード     | 最優秀作品賞                                     | 偶然と想像 | ノミネート | [ 16 ]        |
| 2021 | 第15回アジア・フィルム・アワード     | 監督賞                                           | 濱口竜介   | ノミネート | [ 16 ]        |
| 2021 | シカゴ国際映画祭                     | シルバー・Qヒューゴ賞                            | 濱口竜介   | 受賞       | [ 17 ] [ 18 ] |
| 2021 | ハイファ国際映画祭                   | キャメル賞                                       | 濱口竜介   | 受賞       | [ 19 ]        |
| 2021 | シネフェスト・ミシュコルツ国際映画祭 | エメリック・プレスバーガー賞（最高賞）           | 濱口竜介   | 受賞       | [ 7 ]         |
| 2021 | 第22回東京フィルメックス             | 観客賞                                           | 濱口竜介   | 受賞       | [ 9 ]         |
| 2021 | ナント三大陸映画祭                   | グランプリ（金の気球賞）                         | 濱口竜介   | 受賞       | [ 20 ]        |
| 2021 | ナント三大陸映画祭                   | 観客賞                                           | 濱口竜介   | 受賞       | [ 20 ]        |
| 2021 | 第95回キネマ旬報ベスト・テン         | 日本映画ベスト・テン                             | 偶然と想像 | 第3位      | [ 21 ]        |
| 2022 | 第56回全米映画批評家協会賞           | 監督賞（『ドライブ・マイ・カー』と合わせて）     | 濱口竜介   | 受賞       | [ 22 ]        |
| 2022 | 国際シネフィル協会賞                 | 最優秀アンサンブル賞                             | 偶然と想像 | 受賞       | [ 23 ]        |
| 2022 | ラブ・イズ・フォリー国際映画祭       | ゴールデン・アフロディーテ賞（ベスト・フィルム） | 濱口竜介   | 受賞       | [ 24 ]        |
| 2022 | 第31回日本映画批評家大賞             | 作品賞                                           | 偶然と想像 | 受賞       | [ 25 ]        |